# Christoph Siricius
Christoph Siricius (* 12. März 1632 in Lübeck; † 30. Juli 1692 ebenda) war ein deutscher Jurist und Ratssekretär der Hansestadt Lübeck.

## Leben
Christoph Siricius war Sohn des Pastors der Lübecker Marienkirche Michael Siricius (1588–1648). Seine älteren Brüder waren Michael Siricius, ein mecklenburgischer Rat und Professor für Theologie in Gießen und Rostock, und Johann Siricius, später ebenfalls Ratssekretär, dann Ratsherr und Bürgermeister in Lübeck.
Christoph Siricius studierte ab 1648 Rechtswissenschaften an der Universität Rostock, und nach einer Unterbrechung in Lübeck ab 1651 in Gießen und an der Leucorea in Wittenberg, wo er auch als Respondent nachgewiesen ist. 1659 wurde er Gesandtschaftssekretär einer Lübecker Gesandtschaft zu König Friedrich III. von Dänemark. 1660 war er als Lübecker Gesandter bei König Karl X. Gustav von Schweden und 1662/63 in Kopenhagen. Es folgten zwei Jahre als Geheimsekretär des Herzogs Adolf Johann von Pfalz-Zweibrücken in Speyer, dem jüngeren Bruder von König Karl X. Gustav. 1670 war er wiederum als Gesandter, 1672 als Gesandtschaftssekretär in Kopenhagen.
Von 1673 bis zu seiner Amtsenthebung wegen Leibesschwachheit und Geisteskrankheit 1683 war er Ratssekretär in Lübeck.
1673 heiratete Christoph Siricius Dorothea, eine Tochter des Lübecker Ratsherrn Kaspar von Deginck. Zu der Hochzeit komponierte Dietrich Buxtehude die Hochzeitsarie Auf, Saiten, auf! Laßt euren Schall erklingen! (BuxWV 115). Söhne des Paares waren der Pastor Johann Hermann Siricius und der Sekretär der Bergenfahrer Michael Christoph Siricius.

## Schriften
- Dno. Joachimo von Deginck et Virgini Catharinæ Finhagen. Sponsis affinibusqve Lectissimis Gratulatur. Venator, 1675